# Pteromalus strobilobius
Pteromalus strobilobius är en stekelart som beskrevs av Julius Theodor Christian Ratzeburg 1852. Pteromalus strobilobius ingår i släktet Pteromalus och familjen puppglanssteklar.
Artens utbredningsområde är Tyskland. Inga underarter finns listade i Catalogue of Life.